# Prozesswärme
Der Begriff Prozesswärme wird in unterschiedlichen Bedeutungen verwendet. Er bezeichnet zum einen Wärme, die für technische Verfahren wie Trocknen, Schmelzen oder Schmieden benötigt wird, zum anderen auch Abwärme, die bei Prozessen frei wird. Häufig wird der Begriff auch verwendet, wenn beide Arten durch Wärmerückgewinnung oder in Form von Prozessdampf verknüpft werden. Dieser Artikel verwendet den Begriff im ersten Sinne.

## Prozesswärme nach Temperaturbereich
Prozesswärme wird üblicherweise in folgende Temperaturbereiche eingeteilt:
- Unter 100 °C
  - Wärmetransport oft mit Warm-/Heißwasser
- 100 °C bis 300 °C
  - Wärmetransport mittels überhitztem Wasserdampf oder Wärmeträgerölen (Thermalölen)
- Über 400 °C, z. B.:
  - Hochöfen zur Stahlerzeugung
  - Industrieöfen z. B. zum Glühen von Stahl

## Erzeugung
Die Prozesswärme wird zum Großteil durch Verbrennungsprozesse erzeugt; günstigenfalls kann man Abwärme als Prozesswärme nutzen. Zusätzlich kann man Prozesswärme auch in einem Blockheizkraftwerk oder Industriekraftwerk bei der Stromerzeugung gewinnen. 22 % der Prozesswärme wurde in Deutschland 2005 aus elektrischer Energie, beispielsweise in elektrischen Industrieöfen, erzeugt.
Neue Hochtemperatur-Brennstoffzellen haben neben einem elektrischen Wirkungsgrad von 49 % auch den Vorzug, Prozesswärme bis 400 Grad erzeugen zu können.
Seit geraumer Zeit wird auch die Möglichkeit ins Auge gefasst, Prozesswärme für industrielle Zwecke durch geeignete Verfahren aus Solarwärme zu beziehen. Nicht Hochtemperaturprozesse, jedoch Nieder- und Mitteltemperaturprozesse stehen dabei im Fokus. Mit spezieller Solarkollektortechnik wird dabei gearbeitet; ein typischer Anwendungsbereich sind Trocknungsprozesse, vor allem in der Landwirtschaft, aber auch in der Chemieindustrie kommt ein Einsatz derartiger Solarthermie in Frage.

## Struktur
2005 wurden in Deutschland 2415 PJ Prozesswärme verbraucht, was 26,3 % des Gesamtendenergieverbrauches ausmachte. Davon wurden 66,2 % von der Industrie, 18,2 % von den Haushalten und 15,6 % von Handel, Dienstleistung und Gewerbe verbraucht. Die Prozesswärme wurde
- zu 47 % aus Gas
- zu 22 % aus elektrischer Energie
- zu 20 % aus Festbrennstoffen
- zu 9 % aus Heizöl
- zu 2 % aus Fernwärme

gewonnen. Die Energiearten teilen sich dabei unterschiedlich auf die Verbrauchssektoren auf. Während z. B. Festbrennstoffe lediglich in der Industrie eine Rolle spielen, vor allem als Koks in der Stahlindustrie, ist die Prozesswärmegewinnung in Haushalten und Gewerbe von Strom und Gas dominiert.